# Durham Bulls
Die Durham Bulls sind ein Minor-League-Baseballteam aus Durham, North Carolina, welches in der International League (IL) in der South Division spielt. Die Bulls sind aktuell das Level-AAA Minor League Team der Tampa Bay Rays und bestreiten ihre Heimspiele im 10.000 Zuschauer fassenden Durham Bulls Athletic Park.

## Geschichte
Die Bulls wurden 1902 als Durham Tobbaconists gegründet. Aufgrund der Teilnahme in verschiedener Ligen änderte sich der Name mehrere Male in ihrer Historie. Erst seit 1980 blieb der Name der Bulls bestehen. Im Laufe der Zeit wechselten die Bulls als Farmteam zu vielen verschiedenen MLB-Teams, darunter die New York Yankees und lange Zeit die Detroit Tigers, ehe sie seit 1998 bis heute den Tampa Bay Rays untergeordnet sind.
Die Bulls wurden 13 Mal in ihrer Historie Meister, allerdings nur viermal in der aktuell relevanten International League, letztmals gelang ihnen dies 2013. Im Jahr 2014 wurde man South Division Champion und qualifizierte sich erneut fürs Halbfinale. Dort schaltete man den Rekordchampion, die Columbus Clippers mit 3:1 Siegen aus. Erst im Finale unterlag man in einer engen Serie mit 2:3 Siegen den Pawtucket Red Sox.
2015 und 2016 wurde man Zweiter bzw. Dritter in der South Division und verpasste somit die Play-offs.

### Meisterschaften und Division Titel im Einzelnen
| Meistertitel | Divisiontitel |
| ------------ | ------------- |
| 1924         | 1980          |
| 1925         | 1982          |
| 1929         | 1984          |
| 1930         | 1989          |
| 1940         | 1998          |
| 1941         | 1999          |
| 1957         | 2000          |
| 1965         | 2002          |
| 1967         | 2003          |
| 2002         | 2007          |
| 2003         | 2008          |
| 2009         | 2009          |
| 2013         | 2010          |
|              | 2011          |
|              | 2013          |
|              | 2014          |

## Stadion
Die Durham Bulls spielen im 1995 eröffneten Durham Bulls Athletic Park. Das Stadion fasst 10.000 Zuschauer und kostete knapp $18 Millionen. Das Stadion wird von den Duke Blue Devils, einem Baseball Team der North Carolina Central University, mitbenutzt.
Das erste Spiel fand am 16. April 1998 gegen die Louisville Bats statt, welches die Bats mit 6:1 für sich entscheiden konnten.

## Kader 2017
(Quelle:)

### Managers & Trainer
| #  | Name              | Pos            | Bat | Thw | Ht    | Wt  | DOB        | Status |
| -- | ----------------- | -------------- | --- | --- | ----- | --- | ---------- | ------ |
|    | Rafael Valenzuela | Coach          | L   | R   | 6' 1" | 175 | 10-20-1987 | Active |
| 44 | Ozzie Timmons     | Hitting Coach  | R   | R   | 6' 2" | 205 | 09-18-1970 | Active |
| 39 | Kyle Snyder       | Pitching Coach | S   | R   | 6' 8" | 230 | 09-09-1977 | Active |
| 22 | Jared Sandberg    | Manager        | R   | R   | 6' 3" | 225 | 03-02-1978 | Active |

### Pitchers
| #  | Name             | Pos | Bat | Thw | Ht     | Wt  | DOB        | Status   | MLB 40-man |
| -- | ---------------- | --- | --- | --- | ------ | --- | ---------- | -------- | ---------- |
| 34 | Jeff Ames        | P   | R   | R   | 6' 4"  | 220 | 01-31-1991 | Active   | No         |
| 5  | Brad Boxberger   | P   | R   | R   | 6' 2"  | 205 | 05-27-1988 | Rehab    | No         |
| 32 | Diego Castillo   | P   | R   | R   | 6' 3"  | 240 | 01-18-1994 | Active   | No         |
| 48 | Yonny Chirinos   | P   | R   | R   | 6' 2"  | 170 | 12-26-1993 | Active   | No         |
| 35 | Jose De Leon     | P   | R   | R   | 6' 1"  | 220 | 08-07-1992 | 7-day DL | Yes        |
| 17 | Mike Franco      | P   | R   | R   | 5' 11" | 200 | 11-30-1991 | Active   | No         |
| 24 | Ryan Garton      | P   | R   | R   | 5' 10" | 190 | 12-05-1989 | 7-day DL | Yes        |
| 17 | Taylor Guerrieri | P   | R   | R   | 6' 2"  | 210 | 12-01-1992 | 7-day DL | Yes        |
| 21 | Brent Honeywell  | P   | R   | R   | 6' 2"  | 180 | 03-31-1995 | Active   | No         |
| 19 | Chih-Wei Hu      | P   | R   | R   | 6' 0"  | 220 | 11-04-1993 | Active   | Yes        |
| 14 | Andrew Kittredge | P   | R   | R   | 6' 1"  | 200 | 03-17-1990 | Active   | No         |
| 23 | Adam Kolarek     | P   | L   | L   | 6' 3"  | 205 | 01-14-1989 | Active   | No         |
| 64 | Diego Moreno     | P   | R   | R   | 6' 1"  | 180 | 07-21-1987 | Rehab    | No         |
| 12 | Jaime Schultz    | P   | R   | R   | 5' 10" | 200 | 06-20-1991 | 7-day DL | Yes        |
|    | Burch Smith      | P   | R   | R   | 6' 4"  | 215 | 04-12-1990 | 7-day DL | No         |
| 37 | Blake Snell      | P   | L   | L   | 6' 4"  | 200 | 12-04-1992 | Active   | Yes        |
| 38 | Ryne Stanek      | P   | R   | R   | 6' 4"  | 215 | 07-26-1991 | Active   | Yes        |
|    | Jonny Venters    | P   | L   | L   | 6' 3"  | 200 | 03-20-1985 | 7-day DL | No         |
| 28 | Neil Wagner      | P   | R   | R   | 6' 0"  | 215 | 01-01-1984 | Active   | No         |
|    | Hunter Wood      | P   | R   | R   | 6' 1"  | 165 | 08-12-1993 | Active   | Yes        |
| 29 | Ryan Yarbrough   | P   | R   | L   | 6' 5"  | 205 | 12-31-1991 | Active   | No         |

### Catchers
| # | Name            | Pos | Bat | Thw | Ht     | Wt  | DOB        | Status | MLB 40-man |
| - | --------------- | --- | --- | --- | ------ | --- | ---------- | ------ | ---------- |
| 9 | Curt Casali     | C   | R   | R   | 6' 3"  | 235 | 11-09-1988 | Active | Yes        |
| 3 | Mike Marjama    | C   | R   | R   | 6' 2"  | 205 | 07-20-1989 | Active | No         |
| 7 | Michael McKenry | C   | R   | R   | 5' 10" | 205 | 03-04-1985 | Active | No         |

### Infielders
| #  | Name            | Pos | Bat | Thw | Ht     | Wt  | DOB        | Status   | MLB 40-man |
| -- | --------------- | --- | --- | --- | ------ | --- | ---------- | -------- | ---------- |
| 27 | Willy Adames    | SS  | R   | R   | 6' 0"  | 200 | 09-02-1995 | Active   | Yes        |
| 4  | Ryan Brett      | 2B  | R   | R   | 5' 9"  | 180 | 10-09-1991 | 7-day DL | No         |
| 16 | Casey Gillaspie | 1B  | S   | L   | 6' 4"  | 240 | 01-25-1993 | Active   | No         |
| 2  | Jake Hager      | 2B  | R   | R   | 6' 1"  | 170 | 03-04-1993 | 7-day DL | No         |
| 30 | Patrick Leonard | 3B  | R   | R   | 6' 4"  | 225 | 10-20-1992 | Active   | No         |
| 12 | Alec Sole       | SS  | L   | R   | 6' 2"  | 200 | 06-01-1993 | Active   | No         |
| 26 | Kean Wong       | 2B  | L   | R   | 5' 11" | 190 | 04-17-1995 | Active   | No         |

### Outfielders
| #  | Name         | Pos | Bat | Thw | Ht     | Wt  | DOB        | Status | MLB 40-man |
| -- | ------------ | --- | --- | --- | ------ | --- | ---------- | ------ | ---------- |
| 11 | Jake Bauers  | RF  | L   | L   | 6' 1"  | 195 | 10-06-1995 | Active | No         |
| 13 | Johnny Field | CF  | R   | R   | 5' 10" | 180 | 02-20-1992 | Active | No         |
| 33 | Cade Gotta   | RF  | R   | R   | 6' 4"  | 205 | 08-01-1991 | Active | No         |

## Nicht mehr vergebene Trikotnummern
| Nummer | Spieler         |
| ------ | --------------- |
| 8      | Crash Davís     |
| 10     | Chipper Jones   |
| 18     | Joe Morgan      |
| 20     | Bill Evers      |
| 25     | Charlie Montoyo |